# 6743 Liu
6743 Liu eller 1994 GS är en asteroid i huvudbältet som upptäcktes den 8 april 1994 av de båda japanska astronomerna Kazuro Watanabe och Kin Endate vid Kitami-observatoriet. Den är uppkallad efter Joseph H. C. Liu.
Asteroiden har en diameter på ungefär 5 kilometer.